# Phyllonorycter melacoronis
Phyllonorycter melacoronis là một loài bướm đêm thuộc họ Gracillariidae. Nó được tìm thấy ở Nhật Bản (Kyusyu), vùng Viễn Đông Nga và Hàn Quốc.
Sải cánh dài 5-5.5 mm.
Ấu trùng ăn Rhododendron, bao gồm Rhododendron dauricum và Rhododendron mucronulatum. Chúng ăn lá nơi chúng làm tổ.